# Los pilotos más locos del mundo
Los pilotos más locos del mundo es una película argentina cómica estrenada el 4 de febrero de 1988, dirigida por Carlos Galettini y protagonizada por Emilio Disi, Gino Renni y Alberto Fernández de Rosa, contando además con las participaciones de Guillermo Francella y Adrián Martel. Fue la quinta y última parte de la saga de películas de la Brigada Z. Las siguientes versiones (estrenadas muchos años después) ya no tuvieron continuidad argumental con la saga original.
El personaje interpretado por Berugo Carambula y cuarto integrante original de la Brigada no aparece en este film, debido a un supuesto altercado que el actor mantuvo con otros colegas durante la filmación de la anterior entrega, Los matamonstruos en la mansión del terror. Su lugar fue ocupado por Adrián "Facha" Martel, cuya integración al grupo conformado por Disi, Renni y Fernández de Rosa se da con el correr de la trama.

## Sinopsis
Los 3 agentes de la Brigada Z viajan a bordo de un avión, en misión de custodia de un científico (Francella), cuando un grupo comando toma el control de la nave, secuestra al científico y se arroja en paracaídas sobre un ignoto lugar selvático. La Brigada se dispone a buscar al científico con la ayuda del Comisario de a bordo (Martel), y se adentran en la selva, comenzando su última aventura.

## Reparto
- Emilio Disi como Emilio.
- Gino Renni como Gino Foderone.
- Alberto Fernández de Rosa como Alberto "Paco" Rosales.
- Guillermo Francella como Profesor Lungo.
- Adrián Martel como Adrian.
- Amalia "Yuyito" González como Yuyiyo Amoroso.
- Tincho Zabala como Médico.
- Nito Artaza como Policía.
- Jorge Troiani como Preso.
- Divina Gloria como Mujer loca.
- Sandra Villarruel como Azafata.
- Luis Pedro Toni como Periodista.
- Dorys Perry.
- Paulino Andrada.
- Rubén Bermúdez.
- Isabel Pardo.
- Mariel Montec.
- Víctor Bo como huésped del hotel

## Recepción
Los pilotos más locos del mundo es considerada por muchos fanáticos de la Brigada Z como la menos lograda de las 5 películas originales. A nivel taquilla el film no tuvo el mismo éxito que sus antecesoras.